# Markus Furrer
Markus Furrer (* 21. Juni 1996) ist ein Schweizer Unihockeyspieler, welcher beim Nationalliga-A-Verein Ad Astra Sarnen unter Vertrag steht.

## Karriere
Furrer spielte im Nachwuchs von Ad Astra Sarnen, bevor er in die zweite Mannschaft wechselte. Nach zwei Saisons in der zweiten Mannschaft in der 2. Liga, debütierte er während der Saison 2019/20 in der Nationalliga A für die Obwaldner.